# 鮑比·秦 (餐廳)
鮑比·秦（英語：Bobby Chinn）是一家由紐西蘭著名廚師鮑比·秦開設和營運的餐廳，位於越南首都河內老城區邊陲，並鄰近市內湖泊還劍湖。該餐廳提供混合了美國加利福尼亞、法國和越南風味的菜式，以及全球不同種類的塔帕斯小食。

## 簡介
在紐西蘭出生的鮑比·秦早年曾經分別於法國和美國加利福尼亞州受訓以及工作，後來前往越南並在當地營運數家食肆。2000年，他於河內還劍湖附近開設一家以自己名字命名的新餐廳，但不久就因為租金上漲的關係而把其搬到西湖郡。該餐廳內部設有一個客廳與兩個飯廳，並放置了不少鮑比·秦私人收藏的藝術品。另一方面，鮑比·秦餐廳在胡志明市還設有一家分店。

## 菜式
為了反映河內市「不斷增加的國際性味道」，該餐廳提供加利福尼亞菜、法國菜和越南菜。當中包括利用鮑比·秦在法國受訓時所學習的法式飲食風格而自行創造的新式越南菜式，例如以菲力牛排為餡料的越南春卷以及包含酸豆釉和蝦夷蔥花的蟹肉餅。此外鮑比·秦餐廳也供應不同種類並受各國影響的塔帕斯小食，例如摩洛哥式香燒魷魚；而該餐廳另一款著名菜式則是綠茶燻鴨伴芥末馬鈴薯泥。

## 評價
「越南投資評論」（Vietnam Investment Review）曾在2010年將鮑比·秦餐廳評為河內第五佳餐廳，而美國網站「每日膳食」（The Daily Meal）則於2014年把該餐廳評為世界上第60佳食肆。

## 外部連結
- 鮑比·秦餐廳官方網站 （页面存档备份，存于）